# Train à vapeur des Cévennes

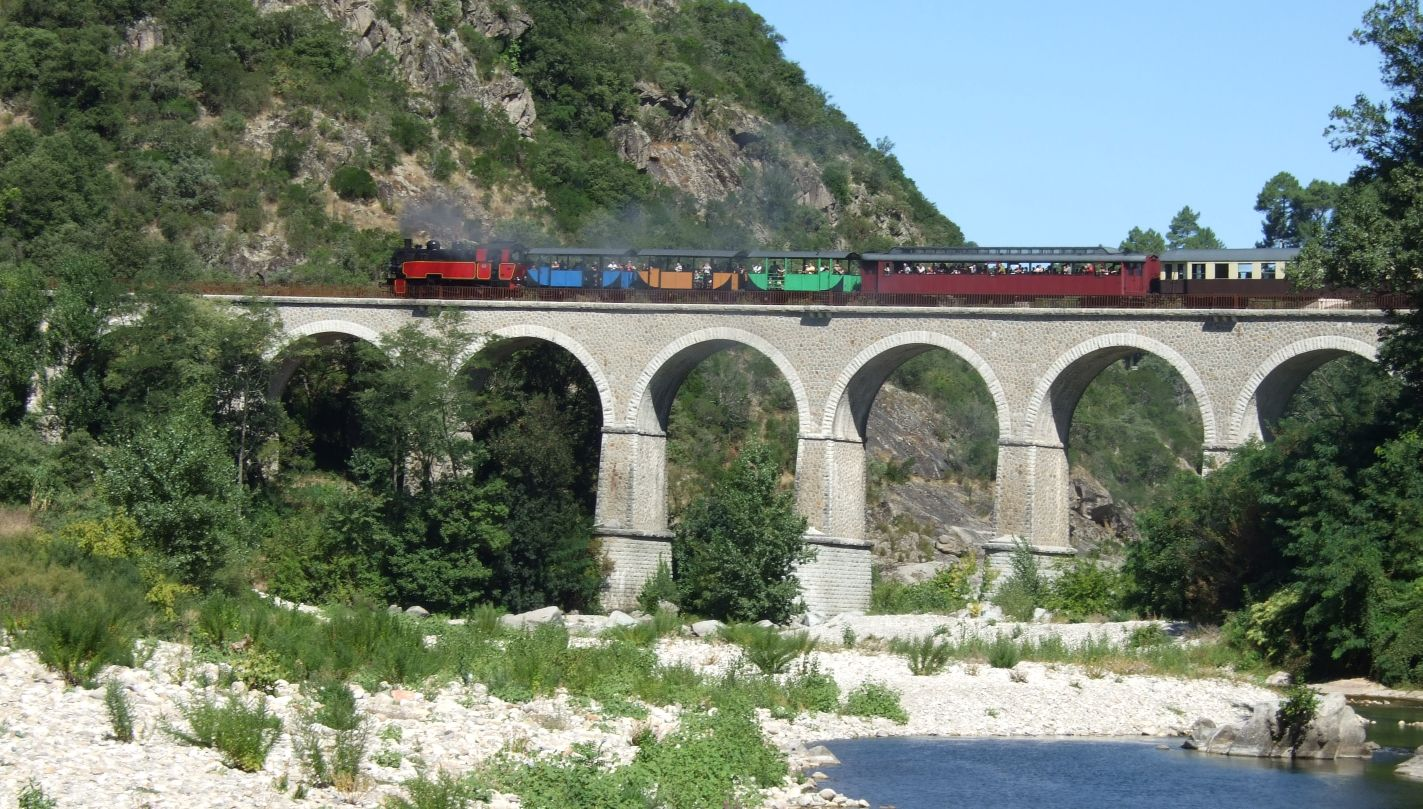
Zug des Train à vapeur des Cévennes bei Anduze

Der Train à vapeur des Cévennes ist eine Museumseisenbahn in Frankreich. Von Anduze im Département Gard führt die Normalspurstrecke am Gardon entlang über mehrere Tunnel und Brücken nach  Saint-Jean-du-Gard. Es verkehren sowohl dampflok- als auch diesellokbespannte Züge. Die Fahrzeit beträgt circa 40 Minuten.

## Haltestellen
- Anduze
- Bambouseraie de Prafrance
- Saint-Jean-du-Gard

## Fahrzeuge

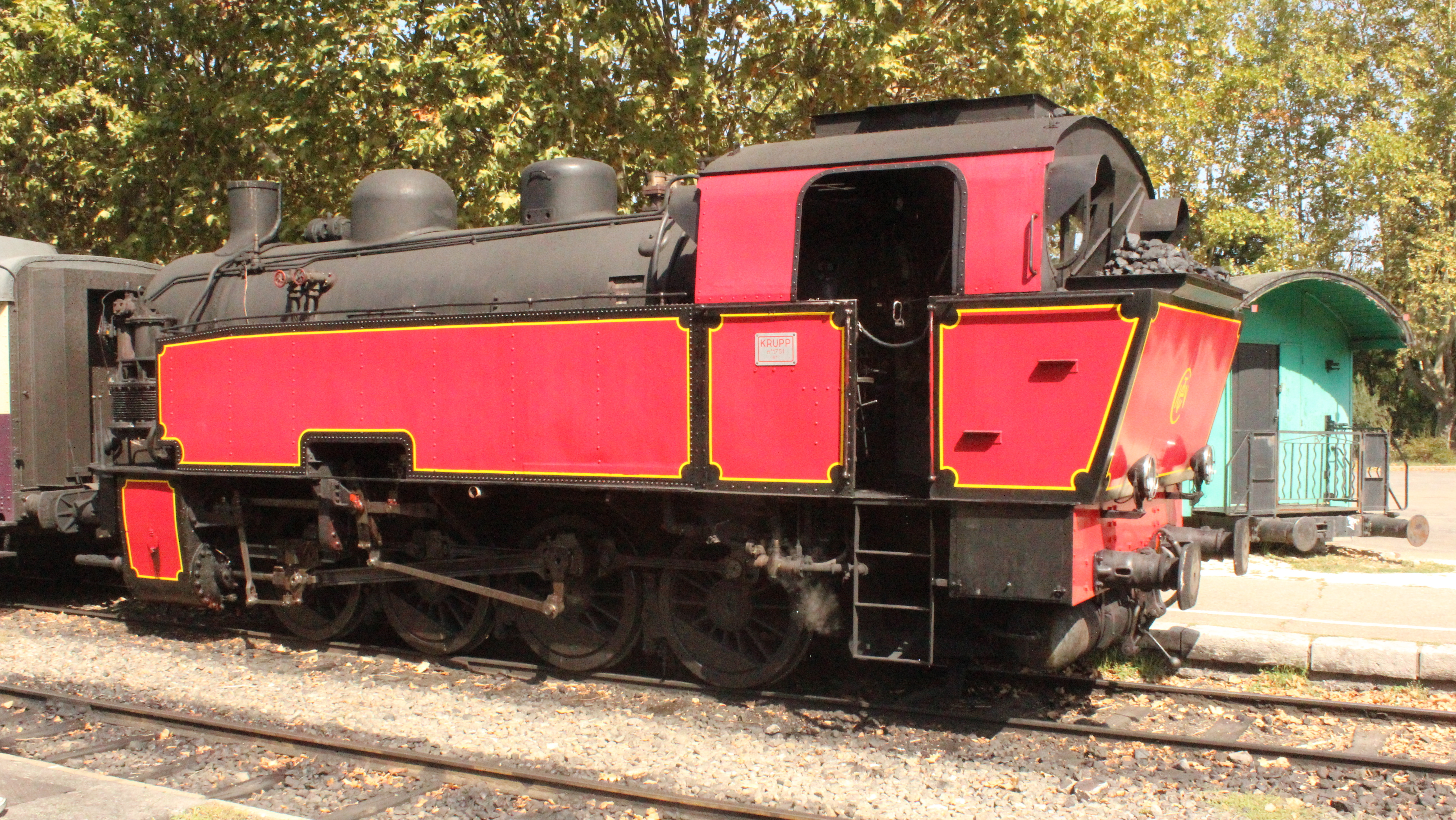
Dampflokomotive 040 T 1751

- 4-achsige Dampflokomotive Krupp 040 T 1751, Baujahr 1937, 1000 PS, 70 t Gewicht
- 3-achsige Dampflokomotive SACM 030 T 8158, Baujahr 1953, 700 PS, 52 t Gewicht
- 4-achsige Diesellokomotiven SMN 902 & 906, Baujahr 1958, 900 PS, 72 t Gewicht